# Cashis
Ca$his (Cashis), właściwie Ramone Johnson – amerykański raper pochodzący z Hrabstwa Orange w Kalifornii. Jest członkiem gangu Gangster Disciples (GD, 7-4). Zauważony w 2006 roku przez Eminema, dołączył do jego wytwórni Shady Records, po czym nagrał 6 utworów, które zostały umieszczone na Eminem Presents the Re-Up.
22 maja 2007 roku został wydany jego pierwszy minialbum The County Hound EP składający się z 8 utworów, głównie wyprodukowanych przez Eminema, Ron Browza oraz Rikanatta. W 2011 roku ukazał się kolejny minialbum pt. The Vault. Debiutancki album rapera pt. The Art of Dying został wydany w październiku 2012 roku. Na 2013 rok Cashis zapowiedział kolejną płytę pt. Euthanasia.

## Dyskografia

### Albumy studyjne
- The Art of Dying (2012)
- Euthanasia (2013)

### Minialbumy
- The County Hound EP (2007)
- The Vault (2011)